# Defconn
Defconn（韓語：데프콘，1977年1月6日—），本名劉大俊，韓國主持人及Hip-hop男歌手。

## 綜藝節目
目前放送中

### 綜藝固定出演
| 日期                           | 電視台     | 節目名稱                       | 備註                                                     |
| ------------------------------ | ---------- | ------------------------------ | -------------------------------------------------------- |
| 2008年10月6日－2008年12月4日   | Comedy TV  | Couple Ring                    |                                                          |
| 2011年7月23日－2018年3月28日   | MBC        | Weekly Idol                    | 與鄭亨敦                                                 |
| 2011年12月13日－2012年2月      | CHANNEL IT | True N Show                    |                                                          |
| 2013年2月20日－2013年4月3日    | tvN        | 가짜를 찾아라! 눈썰미          |                                                          |
| 2013年3月22日－2014年7月18日   | MBC        | 我獨自生活                     |                                                          |
| 2013年5月10日－2013年7月16日   | E-Channel  | 연애정산쇼러브옥션             |                                                          |
| 2013年5月22日－2013年8月14日   | XTM        | 絕對男人 BODY COMPLETE         |                                                          |
| 2013年7月29日－2019年3月10日   | KBS        | 兩天一夜 S3                    |                                                          |
| 2013年11月28日－2014年2月6日   | tvN        | Paldo放浪Band                  |                                                          |
| 2014年5月7日－2014年7月2日     | Channel A  | 吃放秀美味傳說                 |                                                          |
| 2014年7月26日－2014年10月17日  | JTBC       | 與BOSS的同寢                   |                                                          |
| 2014年7月29日－2014年8月19日   | MBC        | Hit Maker                      |                                                          |
| 2014年12月12日－2015年2月27日  | MBC Every1 | Hit Maker S2                   |                                                          |
| 2015年5月28日 - 2015年10月28日 | XTM        | GET IT GEAR                    |                                                          |
| 2015年6月19日 - 2015年9月4日   | MBC Every1 | 秘密武器的 她                  |                                                          |
| 2015年12月18日 - 2016年4月1日  | MBC        | 隔壁的CEO們                    |                                                          |
| 2017年1月5日 - 2017年5月30日   | 투니버스   | 스트레스 제로구역 날려버려     |                                                          |
| 2017年3月31日 - 2017年5月5日   | tvN        | 和時間賽跑的男人               |                                                          |
| 2017年11月23日 - 2018年1月11日 | tvN        | 本業是歌手－這些傢伙的兩種生活 | 與鄭亨敦、俞世潤、KUSH 主持，音樂觀察綜藝節目 MC         |
| 2018年5月12日 － 2020年2月11日 | JTBC       | Idol Room                      | 與鄭亨敦                                                 |
| 2019年5月4日－2019年7月27日    | Channel A  | 一起玩吧？GG                   | 與神童、李龍眞、金素慧、孔燦、渽民                       |
| 2019年6月16日－2019年9月8日    | JTBC       | 《完美搭檔》                   | 與李壽根、殷志源、鄭亨敦、李龍眞、李陳鎬、金耀漢、文聖民 |
| 2019年10月10日－至今           | EBS        | 全部都是音樂盒 (第二季)        |                                                          |

### 綜藝嘉賓出演
- 2011年：MBC《無限挑戰》賽艇特輯
- 2012年：MBC《黃金漁場》
- 2012年：MBC《無限挑戰》介·丑·友庆典
- 2013年：MBC《無限挑戰》介·寂·朋派对

E356 131116 觀相特輯（中） 
E357 131123 觀相特輯（下）
- 2016年：MBC《無限挑戰》介·丑·友庆典2
- 2019年：MBC《眾籌》 E03、E05、E08

## 電視劇
| 年份   | 電視台 | 劇名         | 角色   | 性質       |
| ------ | ------ | ------------ | ------ | ---------- |
| 2018年 | tvN    | 致忘了詩的你 | 金大方 | 醫事放射師 |

## 爭議事件
在2021年1月16日播出的《玩什麼好呢？》中，Defconn對金鍾旼的言論引發了爭議。Defconn在節目中指出，金鍾旼不應該得到大賞，並表示觀眾都知道金鍾旼之所以得獎，是因為當年車太鉉不願意拿。這言論引起了大部分觀眾的不滿，認為Defconn對金鍾旼無禮、並表示即使是在綜藝節目中，也不應該拿獎項開這種玩笑。
2021年2月，Defconn被爆出學生時期涉圍毆事件，並入過兒童院，引起了爭議。Defconn於2013年在節目曾提及年少時參與圍毆事件，並指在學校坐上警車，又在拘留所收到母親寫上不會放棄他的紙條。Defconn所屬事務所回應表示：「Defconn年少時的確曾參與圍毆打鬥，但並沒有入兒童院。」並指會對造謠的網民採取法律行動。

## 獲獎
- 2014年：KBS演藝大賞－Show娛樂部門優秀男子賞（兩天一夜）

## 外部連結
1. ↑  . 엔터.   [2021-01-17]. （原始内容存档于2021-03-01）.
2. ↑  . koreajoongangdaily.   [2022-01-17]. （原始内容存档于2022-01-18） （英语）.
3. ↑  . koreatimes. 2021-02-02  [2022-01-17]. （原始内容存档于2022-01-18） （英语）.